# 飲みに行こうぜ!!
『飲みに行こうぜ！！』（のみにいこうぜ!!）は、二ノ宮知子による日本の漫画。
1993年と1994年に発行された『ヤングロゼ増刊ランチタイム』（角川書店）に、全2話が掲載された。単行本はFEELコミックス（祥伝社）から全1巻が発行された。

## あらすじ
六菱物産営業二課の丸山佳子と佐野。社員に一目置かれるエリートの2人が入って以来、営業二課は仕事中でも大騒ぎだが、営業成績が爆発的に上昇したと社内で評判になっている。午後5時、仕事を終えた課員たちは、丸山の音頭で街へ飲みに繰り出す。他課のユミと金井も加わり、店の客や店員も巻き込んでの大騒ぎ。しかし、あまりの酒席の激しさに、丸山と佐野の酒豪2人に付いて2軒目にはしごできる者はいないのだった。

## 登場人物
丸山 佳子（まるやま よしこ）
六菱物産営業二課のエリート美人社員。超がつく酒豪で、毎晩のように飲みに行くが、誰も2軒目までついて行けない。佐野とは飲み友達で、何かにつけて賭けをしており、会社のロッカーには札束がごっそり収められている。
佐野（さの）
六菱物産営業二課のエリートハンサム社員で、社内の結婚したい男ランキングのNO.1。丸山と同じく酒豪で、商談の成功の可否やボクシングで大金を賭けている。
ユミ
六菱物産経理課のOL。佐野のことが好きで、偶然、営業二課の酒席に加わる。
金井（かない）
六菱物産営業四課の社員。丸山に誘われ、営業二課の酒席に加わる。
田畑（たばたけ）
六菱物産総務課のOL。佐野に想いを寄せている。佐野へ出したラブレターに間違って辞表を入れてしまったことがきっかけで、営業二課に異動になる。

## 書誌情報
二ノ宮知子 『飲みに行こうぜ！！』 祥伝社〈FEELコミックス〉
- 1999年10月30日初版発行、ISBN 4-396-76210-0
  - 同時収録作品
    - 瀬戸の花ムコ
    - 5時の降霊
    - 嘆きの洋館
    - 霊は夜に目覚める
    - 解放の呪文
    - 死霊の公約
    - 招かれざる霊
    - 霊の証明
    - 二面華は夜ひらく
    - 金曜日は13日
    - 霊からの贈り物
    - 寝ずの踊り子
    - チビが来たりて紙を食う